# بير ساندبرغ
بير ساندبرغ (بالنرويجية البوكمول: Per Sandberg )‏ (و. 1960  م) هو سياسي نرويجي، هو عضوٌ في حزب التقدم (النرويج).

## مناصب
تولى منصب Minister of Justice and Public Security ‏ (20 مارس 2018–4 أبريل 2018)
- Minister of Justice and Public Security [الإنجليزية]‏ (5 مارس 2017–2 يوليو 2017)[4]
- Minister of Fisheries and Ocean Policy [الإنجليزية]‏ (16 ديسمبر 2015–13 أغسطس 2018)[4]
- عضو برلمان النرويج  [لغات أخرى]‏ (1 أكتوبر 2005–30 سبتمبر 2017)[4]
- عضو برلمان النرويج  [لغات أخرى]‏ (1 أكتوبر 1997–30 سبتمبر 2005).[4]

## وصلات خارجية
- بير ساندبرغ على موقع IMDb (الإنجليزية)
- بير ساندبرغ في قاعدة بيانات الأفلام على الإنترنت